# إصلاح ألكسندر الثاني القضائي

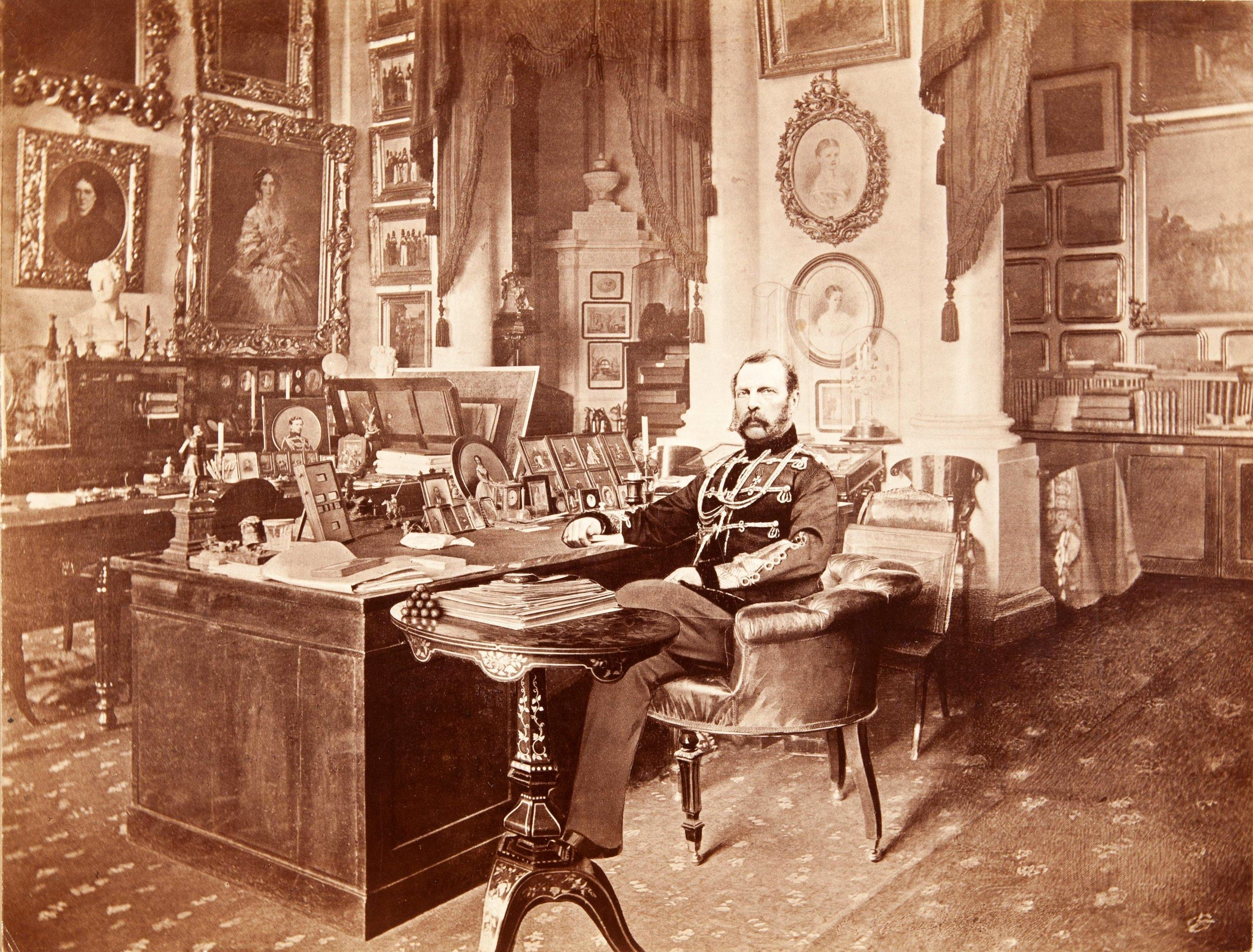
الكسندر الثاني

الإصلاح ألكسندر الثاني القضائي  يعتبر عموما واحدا من أنجح وأكثر إصلاح اتساقا (جنبا إلى جنب مع الإصلاح العسكري) قام به ألكسندر الثاني. خلال الإصلاح الجديد تم العمل بموجب نظام جديد. النتائج الرئيسية كانت نظام محكمة موحد بدلا من مجموعة معقدة من العقارات، فإن من بين مجال المحاكم، إحداث تغييرات جذرية في المحاكمات الجنائية. هذا الأخير تضمن إنشاء مبدأ المساواة بين الأطراف المعنية، مقدمة من جلسات الاستماع العامة، والمحاكمة أمام هيئة محلفين ومؤسسة داعية مهنية التي لم تكن موجودة من قبل في روسيا. ولكن كان هناك أيضا نقاط ضعف وفشل، ومؤسسات بالية معينة لم تشملها عملية الإصلاح. إلى جانب ذلك، كان يعرقل الإصلاح من قبل عقاب خارج نطاق القضاء التي أدخلت في عهد خلفاء الإسكندر الثاني -- ألكسندر الثالث ونيقولا الثاني.
بدأت الإصلاحات القضائية في 20 نوفمبر عام 1864 حينما وقع القيصر المرسوم الذي فرض أربعة مقتضيات (المؤسسة القضائية للمستوطنات، والنظام الأساسي لأصول المحاكمات المدنية، ونظام الإجراءات الجنائية وقوانين العقوبات التي فرضها قضاة الصلح).

## نظام المحاكم
نظام المحاكم في الإمبراطورية الروسية ظلت سليما منذ عهد كاترين الثانية. وشملت محاكم الولايات المختلفة. ادخل الكسندر الثاني نظاما قضائيا ثنائيا موحد على مستوى النظام يتألف من مجلس المستوطنات القضائية العام (Общие судебные установления)  المستوطنات القضائية المحلية (Местные судебные установления). المحاكم تم فصلها عن السلطة التنفيذية.

### مجلس المستوطنات القضائية العام
شمل مجلس المستوطنات القضائية العام المحاكم المحلية، والغرف القضائية ومجلس الشيوخ.
كل محكمة جزئية شملت عدة اويزد. تم تعيين القضاة من قبل وزير العدل وتاكيدهم من قبل القيصر. لكي يصبح شخص ما قاضيا وجب عليه تلبية متطلبات معينة ومنها طول مدة الخدمة، طاهر سمعة وتأهيل الممتلكات. لم يكن هناك ملكية ثابتة لقضاة محاكم المناطق.
وينص القانون على أن حالات مختلفة تبعا لجسامة الجريمة وعلى صعوبة التحقيق وتم الاستماع من قبل مجلس إدارة مختلف من القضاة. يمكن أن تشمل المحكمة ثلاثة قضاة أو قاضي وهيئة محلفين أو القاضي وممثلين عن العقارات. مقدمة من ممثلين عن العقارات الذين كانوا يتمتعون بنفس الحقوق التي يتمتع القضاة بانتقادات شديدة كما تتعارض مع توحيد نظام المحاكم.
واحدة من أهم نتائج الإصلاح الواسع هي هيئة المحلفين. المحاكمة أمام هيئة محلفين تضم ثلاثة قضاة مهنيين واثني عشر في هيئة المحلفين. لكي تكون مؤهلا للحصول على الخدمة في هيئات المحلفينيجب أن تكون له مكانة قيمة معينة. على عكس المحاكمات أمام هيئة محلفين في يومنا هذا، قررت هيئة المحلفين، ليس فقط ما إذا كان المدعى عليه مذنبا أو غير مذنب، ولكن كان لديهم خيار ثالث : «مذنب، ولكن لا يعاقب»، حيث يعتقد القيصر الكسندر الثاني أن العدالة من دون أخلاق هي خطأ. الجملة بالضبط كان يؤديها قضاة محترفون. خلافا لمحاكمات الحوزة مع ممثلي المجال الذي يمكن أيضا أن مقعد في محاكمات المحاكم العليا عقدت هيئة المحلفين فقط على مستوى محكمة المقاطعة. رغم أن معظم الليبراليين اشادوا استحداث محاكمات المحلفين وانتقدوا بعض المثقفين منهم. مثالين من النقاد يمكن أن يرى في القيامة لليو تولستوي وفيودور دوستويفسكي في كتاب الإخوة كارامازوف. وفي عام 1878 فيرا زاسوليتش الثورية الفاشلة في اغتيال الحاكم العام لسانت بطرسبرج تيودور تريبوف، الذي كان قد أمر بجلد سجين سياسي. على الرغم من أنه كان من الواضح أن محاولة الاغتيال وقعت، كان زاسوليتش الذي تقوم به هيئة المحلفين برأتها من جميع التهم. حكم هيئة المحلفين لا يقوم على القانون ولكن فقط على الشعور بالظلم الذي شعر به تريبوف.
الغرف القضائية كانت محاكم الاستئناف في القضايا المنظورة في المحاكم المحلية. كما أنه كان الاختصاص الأصلي في ارتفاع جرائم معينة (عادة ما إذا كان الجاني مسؤول). كل دائرة قضائية تشمل غوبرنيهات عدة. كما تم تعيين القضاة من قبل القيصر.
كانت المحكمة العليا هي مجلس الشيوخ. شملت دائرة النقض في القضايا المدنية ودائرة النقض في القضايا الجنائية. انهم سمعوا نداءات جلبت على القضايا التي تنظرها محاكم أدنى. دائرة النقض في القضايا الجنائية، كانت محكمة الدرجة الأولى بالنسبة لأشد الجرائم خطورة. وفي عام 1877 أنشئت داخل مجلس الشيوخ لجنة القضاة التأديبية.
كما قدمت لوائح استثنائية للمحكمة الجنائية العليا. وقد عقدت إذا كان ارتفاع معدلات الجريمة التي يرتكبها موظفون أو إذا كان أعلى من محاولة اغتيال في القيصر أو اقربائه.

### المستوطنات القضائية المحلية
النظام الأساسي ينص على إنشاء المحاكم المحلية مع قضاة الصلح الذي كان من المفترض أن تتعامل مع الجرائم البسيطة، ولا يمكن فرض عقوبة أكثر من سنة واحدة من السجن. كل العدالة للسلام كان من المفترض أن تكون في دائرة واحدة اويزد تتألف من دوائر عدة. انتخبوا لمدة ثلاث سنوات من قبل زيمتوف. ومع ذلك، في كثير من المناطق لم يكن هناك عدد كاف من المرشحين الذين يستوفون الشروط للانتخاب، في مجالات أخرى أعاقت السلطات المحلية في عملية الانتخابات. تم تعيين القضاة في عدة مناطق غربية في نهاية المطاف من قبل وزير العدل. في عام 1889 تم إلغاء المؤسسة برمتها في كل مكان ما عدا موسكو وسانت بطرسبرج. صلاحيات قضاة الصلح هي من اختصاص السلطات التنفيذية المحلية. استعادوا المناصب في عام 1912 ولكن في ذلك الوقت كان النظام الملكي بالفعل على وشك الانهيار.
اللوائح فيما يتعلق بالاعتماد على الفلاحين ترك العبد (Положения о крестьянах выходящих из крепостной зависимости) ينص على إنشاء فولوست. محاكم الفولوست تتعامل مع الجرائم البسيطة التي ترتكب من قبل الفلاحين. القضاة في المحاكم من هذا القبيل كانوا فلاحين محليين الذين كان لا بد لهم من الإلمام بالقراءة والكتابة، وليس لديهم قناعات. انتخبوا لمدة ثلاث سنوات من قبل الناخبين الذين انتخبوا من قبل الفلاحين أنفسهم. الطعون في القرارات التي تصدرها الفولوست رفعت إلى المحاكم العليا في المناطق الريفية، التي تتألف من رؤساء الفولوست المحلية. الحكم الصادر عن المحكمة العليا في المناطق الريفية يجب أن يشرف علي قاضي الصلح أو (إذا كان لا يوجد) من قبل السلطات المحلية.

### محكمة عسكرية
كانت المحكمة العسكرية موجودة بشكل منفصل عن غيرها من المحاكم. نظام المحاكم العسكرية كان مدرج في لوائح المحكمة العسكرية عام 1867. وفقا لذلك، تم التعامل مع الجرائم البسيطة في محكمة الفوج. وكان القضاة من الضباط يعينهم رئيس الفوج. من أجل تطبيق قرار موافقة رئيس الفوج مطلوبة. الجرائم الخطيرة والطعون قد تم تناولها في المحاكم المقاطعة العسكرية. على سبيل المثال كانت أعلى محكمة عسكرية عليا. أعضاء المحكمة العسكرية العليا عينهم القيصر.

## تحسين المحاكمة الجنائية
قبلا الأحزاب الإصلاحية في المحاكمة الجنائية بأي حال من الأحوال يتمتعون بحقوق متساوية. المدعى عليه لم يكن لديه حتى مستشار قانوني (المساعدة القانونية والتمثيل القانوني سمح في القضايا المدنية فقط). لم يكن هناك تمييز بين المحاكمة في المحكمة والتحقيق والمحاكمة التي تجريها الشرطة. وضع الإصلاح القضائي المحاكمة الحديثة الجنائية استنادا إلى مبدأ المساواة بين الطرفين. المدعى عليه كان يسمح له بالحصول على تمثيل قانوني (أنظر أدناه). الدفاع أصبح الآن قادر على البحث وتقديم الأدلة إلى المحكمة في حين أن المحكمة نفسها توقف لأداء مهام التحقيق. مهمتها الوحيدة هي أن تقرر أي طرف قدم أدلة أكثر إقناعا. استحداث محاكمات المحلفين سرع كمية احكام «غير مذنب». المحاكمة في جميع المحاكم باستثناء مجلس الشيوخ على الملأ.

## مؤسسة نقابة المحامين
قبل عام 1864 لم يكن هناك نقابة المحامين. كانت هناك كاتب (стряпчии) الذي لم يكن له دور تلبية أية متطلبات وكانت سلطاته محدودة للغاية. والهدف من شريط (بالروسية: Корпорация присяжных поверенных)‏ ؛ محامية -- присяжный поверенный) هو ضمان أن كل متهم سيكون له الحق في الحصول على المساعدة القانونية المؤهلة. إلى جانب التمثيل القانوني واحدة من المهام الشريط هي إعطاء المشورة القانونية المجانية للفقراء. وكان الشريط وهو مؤسسة مستقلة والتي كان لها إدارة خاصة بها في كل غوبرنيه (مجلس المحامون -- Совет присяжных поверенных) الذي تناول مختلف المسائل التنظيمية، فرض عقوبات تأديبية على مختلف أعضائها (الطرد كان من غير المألوف). في عام 1874 تم نقل صلاحياته إلى المحاكم المحلية واستقلال نقابة المحامين كان مقفولا. لوائح جديدة عددت الاحتياجات لالمحامين. إلى جانب ذلك، سمح مجلس المحامين رفض الدخول في نقابة المحامين من دون ابداء أسباب.